# ميرزا محمود
ميرزا محمود فروغي، المعروف بلقب فاضل الفروغي (توفي عام 134 هـ / 1927–1928م)، كان من أبرز أتباع بهاء الله، مؤسس الدين البهائي. ويُعد المعلم البهائي الإيراني الوحيد الذي سنحت له الفرصة للقاء شاه القاجار وجهًا لوجه، وقد عُرف لاحقًا كأحد رسل بهاء الله التسعة عشر.

## خلفية
جاء ميرزا محمود من قرية نائية في خراسان تدعى دوغاباد. كان والده الملا ميرزا محمد، أحد الناجين القلائل من معركة حصن طبرسي، والذي كان عالماً شيعياً مؤثراً قبل أن يصبح بابياً. الملا ميرزا محمد، الذي لم يستخدم سلاحًا من قبل، أصيب خمس مرات بالرصاص أو السيوف؛ لكنه في النهاية نجا واستأنف طريقه إلى منزله، حيث واجه الاضطهاد بسبب إيمانه الجديد.
اقتيد الملا ميرزا محمد مقيدًا بالسلاسل إلى مشهد، وبعد فترة طويلة من السجن أُطلق سراحه مرة أخرى، ليصبح تابعًا مخلصًا لبهاء الله. كان يسافر كثيرًا إلى عشق آباد مع ابنه ميرزا محمود، حيث استقر العديد من البهائيين المضطهدين. في عشق آباد، أصبح ميرزا محمود معلمًا معروفًا للدين البهائي، وغالبًا ما كان يكرس نفسه لرفاهية الشباب. ووصف أحد كتاب السير الذاتية وقته هناك قائلاً:
لم يكن يومًا قليل الصبر، ولا متسلطًا. كان لطيفًا ومراعيًا، قاد الشباب بلطف إلى أخلاق أفضل، وفهم أفضل، وسلوك أفضل. وكان متواضعًا للغاية.
( البهائيون البارزون، ص 160)

## السفر
تسبب علماء المسلمين في دوغاباد في قيام حاكم المنطقة باعتقال ميرزا محمود لكونه بهائيًا. أرسلوه مقيداً إلى مشهد. ومن زنزانته في السجن، تمكن من إرسال رسالة سرية إلى ناصر الدين شاه، الذي أصدر أمراً بالإفراج عن ميرزا محمود. تمكن رجال الدين في مشهد من نفيه، بدلاً من إطلاق سراحه، إلى منطقة نائية من خراسان تسمى قلات.
وفي قلات، سرعان ما أصبح الحاكم صديقًا جيدًا لميرزا محمود، وأبلغه بوفاة بهاء الله. وفي حزنه، بدأ ميرزا محمود صيامًا لمدة ثلاثة أيام. وفي الليلة الرابعة ظهر له بهاءالله في المنام، وادعى أن ذلك أعطاه حياة جديدة.
ثم سافر إلى حيفا وعكا في فلسطين حيث التقى عبد البهاء، ثم إلى القاهرة حيث التقى ميرزا أبو الفضل. ثم عاد إلى طهران حيث التقى وجهاً لوجه بالأمير القاجاري كامران ميرزا، ابن ناصر الدين شاه وشقيق مظفر الدين شاه. ثم سافر إلى عشق آباد، ثم إلى حيفا حيث التقى عبد البهاء مرة أخرى، ثم عاد مرة أخرى إلى إيران. وبعد أن سافر مرة أخرى إلى حيفا وعاد إلى إيران، حيث تعرض لضرب مبرح في هجوم من قبل الغوغاء، التقى بالشاه الإيراني مظفر الدين شاه قاجار. وشملت رحلاته اللاحقة أوقاتًا في يزد، وخراسان، ومسقط رأسه دوغاباد، وعشق آباد، ومشهد، حيث نجا من محاولة قتل، وعشق آباد، ومصر، وحيفا، ومشهد، ثم دوغاباد. هنا تعرض ميرزا محمود للتسمم على يد أحد أعدائه، وتوفي في عام 1346 هـ (1927-1928 م).